# حزوى (الدرعية)
حزوى، قرية من قرى محافظة الدرعية، والتابعة لمنطقة الرياض في السعودية. وتبعد حزوى عن محافظة الدرعية بمسافة تقارب 40 كم.